# Toang
Toang is een bestuurslaag in het regentschap Alor van de provincie Oost-Nusa Tenggara, Indonesië. Toang telt 377 inwoners (volkstelling 2010).